# Chinese ringen

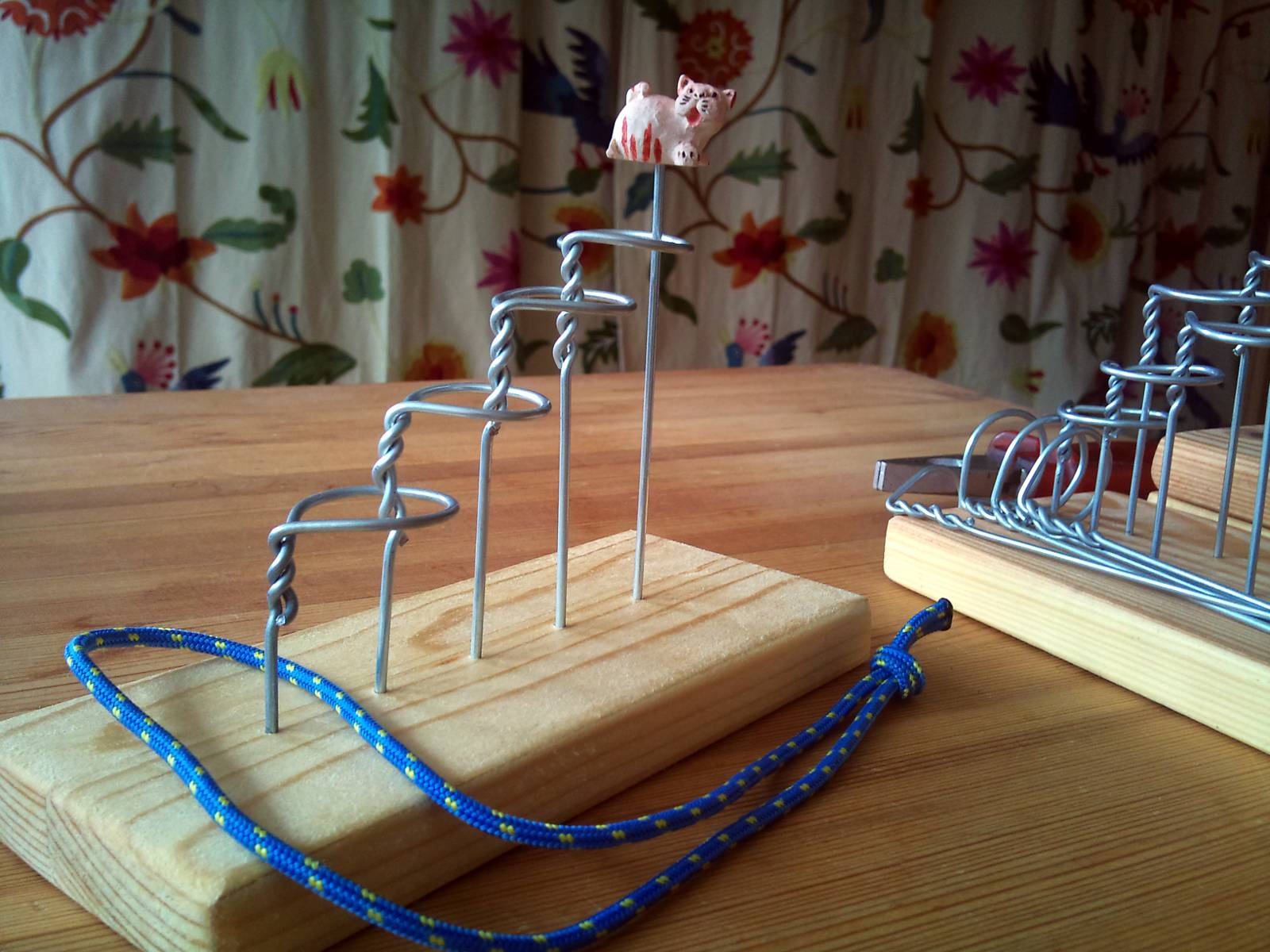
Chinese ringen

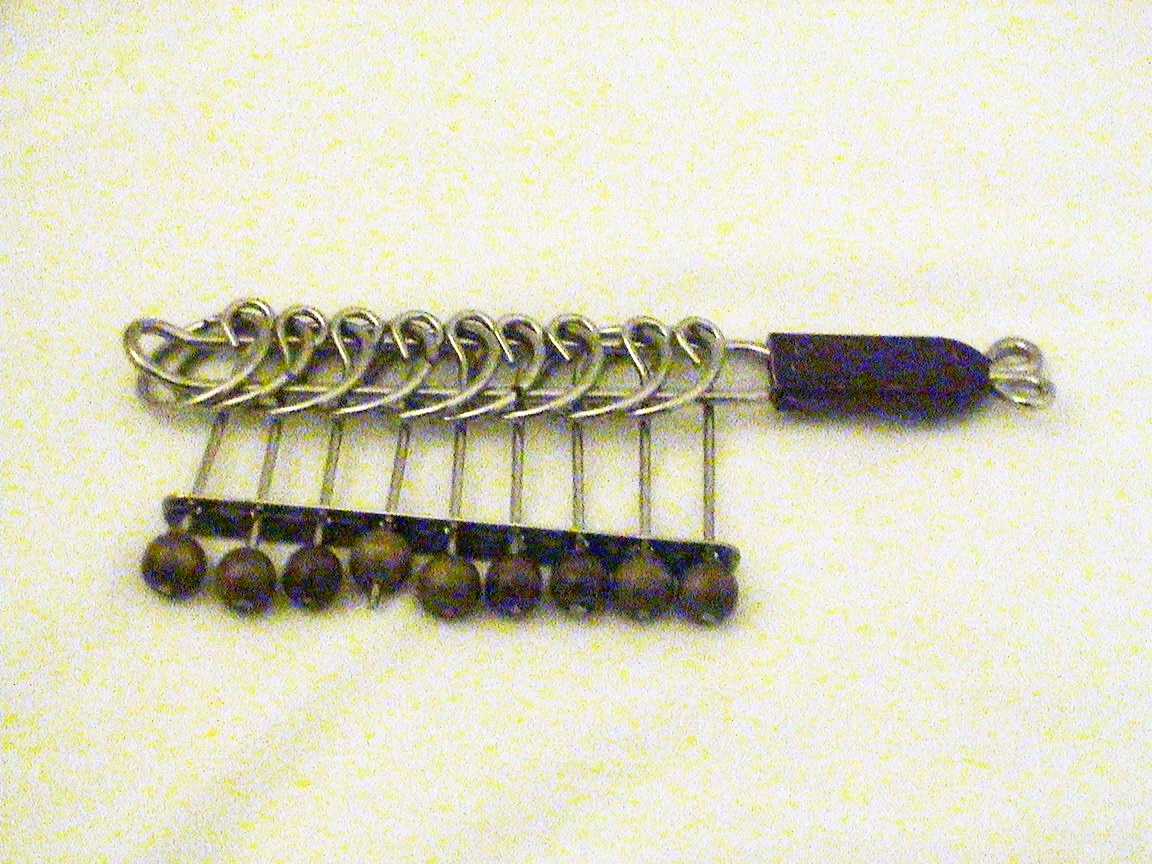
Variant van de Chinese ringen

Chinese ringen is een mechanische puzzel die bestaat uit een rij in elkaar geschakelde ringen op staanders en een draadlus die moet worden ontward uit de ringen. In Frankrijk worden deze ringen Baguenaudier ('nœud de bagues', ringenknoop) genoemd en in Italië de Ringen van Cardano. In een andere uitvoering is de draadlus vervangen door een langgerekte gebogen metalen draadlus en hangen de ringen beweegbaar om deze draadlus.

## Geschiedenis
De puzzel wordt verondersteld van Chinese origine te zijn. Stewart Culin bewees dat het werd bedacht door de Chinese generaal Hung Ming in de 2e eeuw na Chr.
De vroegste beschrijving van de puzzel in de Chinese geschiedenis werd geschreven door Yang Shen, een geleerde uit de 16e eeuw. 
Variaties van deze mechanische puzzels zijn De Duivelstrap en de Onmogelijke Trap. Een soortgelijke puzzel is de Giant's Causeway die een aparte pijler gebruikt met een ingebouwde ring.

## Oplossing
Édouard Lucas, de bedenker van de Toren van Hanoi, beschreef dat de oplossing ook bij deze puzzel met de binaire Gray-code kan worden gevonden.
De oplossing vraagt een 'vrijmaken' en herdrading van de losse ringen en werkt net als de Torens van Hanoi. 

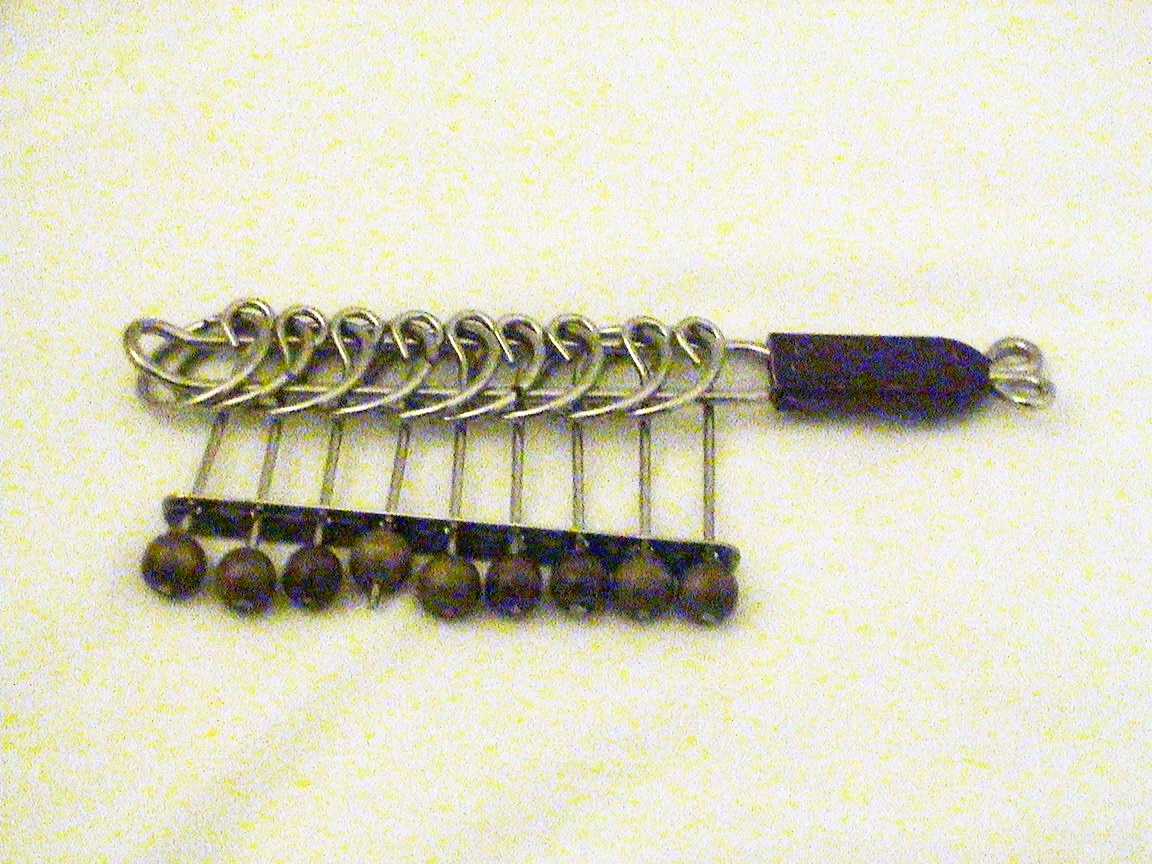
Puzzel in begintoestand...
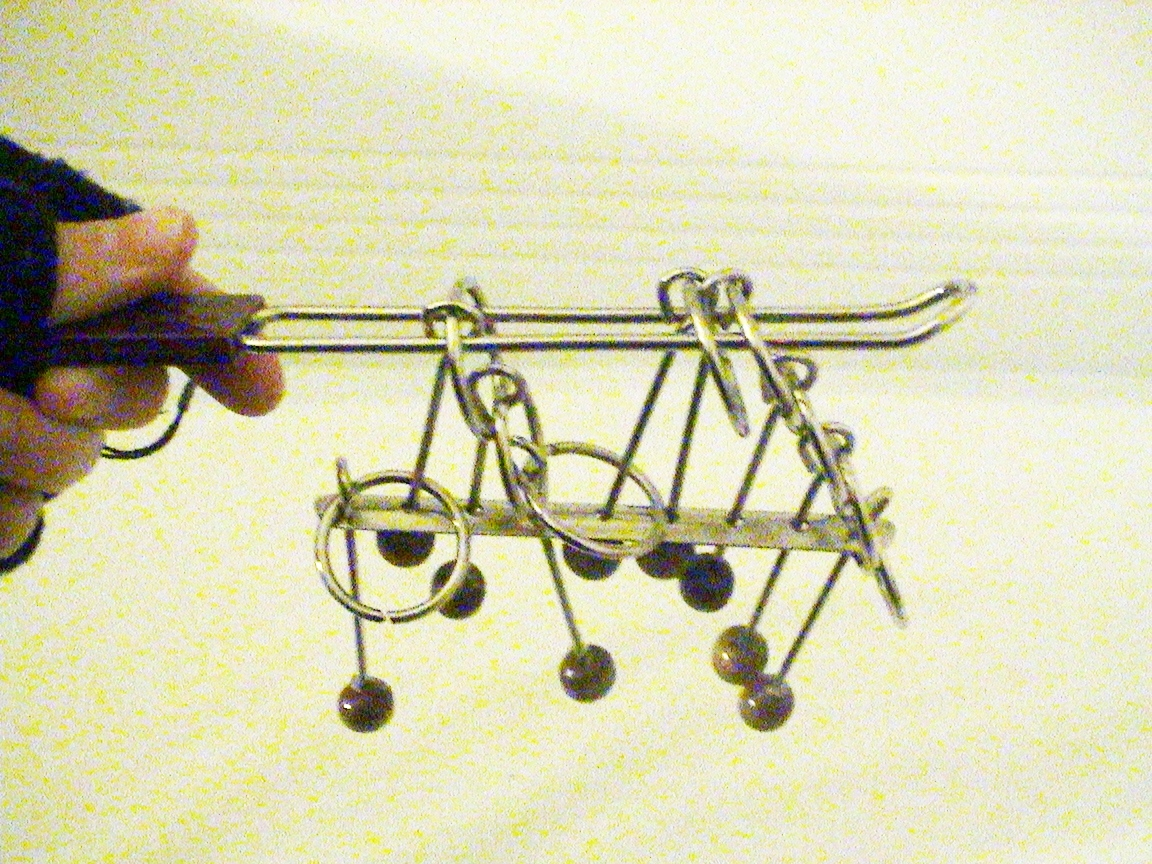
...tijdens het oplossen...
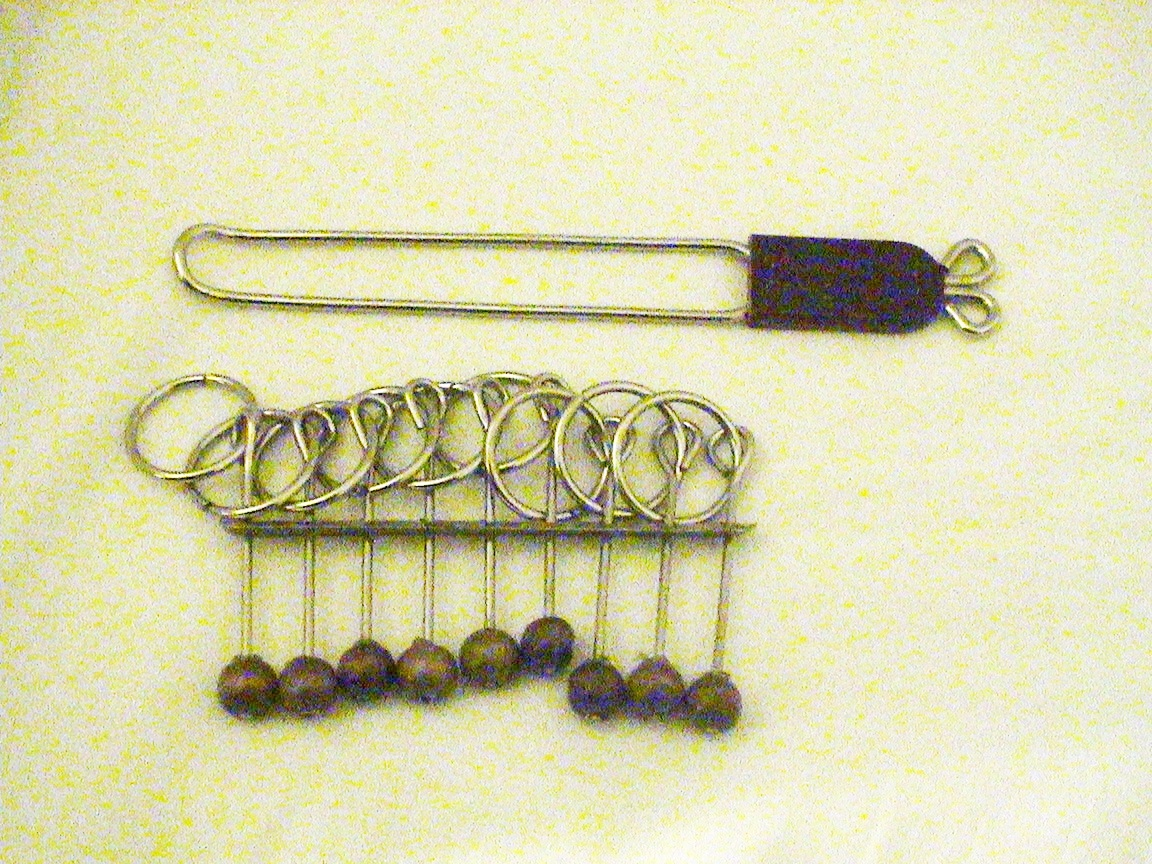
...en opgelost.